# Siemieniszki (okręg poniewieski)
Siemieniszki (lit. Semeniškiai) – wieś na Litwie położona w rejonie birżańskim okręgu poniewieskiego. Liczy 3 mieszkańców (2011).

## Urodzeni
- Jonas Mekas